# Горгона (фільм)
Горгона (англ. The Gorgon) — англійський фільм жахів 1964 року.

## Сюжет
В одному селищі в центральній Європі почали знаходити скам'янілі трупи людей. Виявляється, що через страшнє прокляття, місцева дівчина Карла Гофман перетворилася на страшну істоту, зі зміями на голові, і тепер може перетворювати людей на камінь одним своїм поглядом. Коли батько загиблого молодого чоловіка, професор Мейстер, намагається дізнатися про смерть сина, він стикається з мовчанням жителів села. Він сам вирішує докопатися до правди.

## У ролях
| Актор             | Роль                  |
| ----------------- | --------------------- |
| Крістофер Лі      | професор Карл Мейстер |
| Пітер Кашинг      | доктор Намарофф       |
| Річард Паско      | Пол Гейц              |
| Барбара Шеллі     | Карла Гофман          |
| Майкл Гудліфф     | професор Жюль Гейц    |
| Патрік Тротон     | інспектор Каноф       |
| Джозеф О'Конор    | коронер               |
| Пруденс Хімен     | Горгона               |
| Джек Вотсон       | Ратофф                |
| Редмонд Філліпс   | Ганс                  |
| Джеремі Лонгхерст | Бруно Гейц            |
| Тоні Джілпін      | Саша Касс             |
| Джойс Хемсон      | Марта                 |
| Алістер Вільямсон | Янус Касс             |
| Майкл Пік         | констебль             |